# Attilio Sarfatti
Attilio Sarfatti (Venezia, 18 marzo 1863 – Recoaro Terme, 24 luglio 1900) è stato un poeta e storico italiano.
Fu autore di raffinati componimenti poetici e teatrali in lingua veneziana. Con lo pseudonimo di Attilio De Inimicis scrisse una satira contro Edmondo De Amicis. Curò inoltre alcune pubblicazioni storiche.

## Opere
- Poesie di Attilio De Inimicis. Milano, Quadrio, 1881
- Rime veneziane. 1884
- Memorie del dogado di Ludovico Manin. Con prefazione e note di Attilio Sarfatti. Venezia, Ongania, 1886
- I codici veneti delle biblioteche di Parigi, Roma 1888
- Il minuetto. 1890
- Le rime veneziane e Il minuetto, 1884-1890. Milano, Fratelli Treves, 1892
- A spasso. Nuove rime veneziane. Precedute da una lettera a Riccardo Selvatico. 1894